# Sichelhühner
Die Sichelhühner (Falcipennis) sind eine Vogelgattung aus der Familie der Fasanenartigen (Phasianidae), die zur Ordnung der Hühnervögel (Galliformes) gehört. Zur Gattung werden heute in der Regel zwei Arten gerechnet, die in Ostasien und Nordamerika vorkommen. Als nächster Verwandter gilt das Felsengebirgshuhn, sie unterscheiden sich jedoch deutlich im Erscheinungsbild der Küken, dem Fehlen von aufblasbaren Luftsäcken und einer geringeren Körpergröße.

## Erscheinungsbild
Beide Arten erreichen eine Körpergröße von 38 bis 43 Zentimetern. Das Tannenhuhn ist etwas leichter und wiegt zwischen 450 und 650 Gramm. Das Sichelhuhn ist etwas schwerer. Männchen wiegen zwischen 625 und 735 Gramm, Weibchen zwischen 650 und 740 Gramm.
Grundfärbung der Hähne des Sichelhuhns ist ein dunkles Grauschwarz. Kopf und Kragen sind meist dunkler, das Kragengefieder ist mit einem feinen hellen Streifen vom übrigen Rumpfgefieder abgesetzt. Über den gesamten Rumpf sind helle, fast weiße Flecken unregelmäßig angeordnet; auf der Bauchseite zeigen sie eine typische Herzform. Der Brustschild ist schwarz. Die Unterschwanzdecken tragen weiße Spitzen und sind undeutlich hellgrau gebändert. Die Schwanzfedern sind schwarz und weisen einen deutlichen weißen Schaftstrich auf. Die Spitzen der Steuerfedern sind weiß. Der kurze Schnabel ist schiefergrau; von der Schnabelbasis verläuft ein weißer Streif bis hinter das Auge. Die dunklen Läufe sind bis zur Zehenbasis befiedert. Die roten kahlen Hautpartien über den Augen, die sogenannten „Rosen“, sind vor allem im Frühjahr sehr stark entwickelt; sie bilden sich im weiteren Verlauf des Jahres etwas zurück.
Die Männchen des Tannenhuhns sind großteils grau-braun befiedert mit einer schwarzen Brust mit weißer Strichelung auf der Seite, einer schwarzen Kehle. Der schwarze Schwanz hat bei der Nominatform kastanienbraune Spitzen. Während der Brutzeit schwillt dem Männchen ein roter Kamm über dem Auge. Dem Männchen der in den nördlichen Rocky Mountains lebende Unterart F. c. franklinii fehlt den braunen Schwanzenden; es hat dafür aber weiße Spitzen an den Oberschwanzdecken.

## Verbreitung
Das etwas über haselhuhngroße Sichelhuhn kommt vor allem in der Taiga der unteren Amur-Region und auf Sachalin vor. Namengebend sind die spitz zulaufenden Handschwingen, die den kleinen Flügeln eine sichelförmige Gestalt geben. Es wird vermutet, dass die Bestände der Art in den letzten 40 Jahren  abgenommen haben; deshalb wird das Sichelhuhn zurzeit in der Vorwarnstufe der gefährdeten Arten geführt. Das Verbreitungsgebiet des Tannenhuhns umfasst Alaska große Teile Kanadas sowie Teile von Neuengland, Michigan, Washington, Oregon und Idaho. Das Tannenhuhn bewohnt Nadelwälder.

## Systematik
Die systematische Stellung der Sichelhühner ist unklar. Diese Zuordnung in die eigenständige Gattung Falcipennis ist umstritten: Birdlife verzeichnen die beiden Arten gemeinsam mit den beiden Arten der Felsengebirgshühner (D. obscurus und D. fuliginosus) und dem Tannenhuhn (D. canadensis) in der Gattung Dendragapus. Morphologische und verhaltensbiologische Gemeinsamkeiten weisen auf eine nahe Verwandtschaft mit dem Tannenhuhn hin. Neuere molekularbiologische Untersuchungen brachten noch keine endgültige Klärung der Verwandtschaftsverhältnisse, zeigen jedoch eine relative Sonderstellung des Sichelhuhns innerhalb der Falcipennis/Dendragapus−Gruppe.

## Belege

### Einzelbelege
1. ↑   Madge et al., S. 356
2. ↑   Madge et al., S. 356
3. ↑   Madge et al., S. 358
4. ↑   Madge et al., S. 357
5. ↑   Weblink Datenblatt Birdlife
6. ↑   Boag&Schroeder (1992) Systematics
7. ↑   Andreev et al. (2001) S. 420
8. ↑   Dimcheff et al. (2002) S. 205